# Ульяновське (Кабардино-Балкарія)
Ульяновське (рос. Ульяновское) — село у Прохладненському районі Кабардино-Балкарії Російської Федерації.
Орган місцевого самоврядування — сільське поселення Ульяновське. Населення становить 492 особи.

## Історія
Згідно із законом від 27 лютого 2005 року органом місцевого самоврядування є сільське поселення Ульяновське.

## Населення
| 1970 | 1989 | 2002 | 2010 |
| ---- | ---- | ---- | ---- |
| 303  | ↗359 | ↗500 | ↘492 |